# El Viento
El Viento (Japans: エル・ヴィエント) is een computerspel dat werd ontwikkeld door Wolf Team en uitgegeven door Renovation Products. Het spel kwam in 1991 uit voor de Sega Mega Drive. Het spel werd uitgebracht in 1991. Het perspectief van het spel wordt getoond in de derde persoon.

## Ontvangst
| Beoordeeld door          | Datum            | Score |
| ------------------------ | ---------------- | ----- |
| HonestGamers             | 19 juli 2004     | 100%  |
| HonestGamers             | 17 april 2005    | 100%  |
| Sega Pro (GB)            | november 1991    | 89%   |
| Defunct Games            | 14 februari 2013 | 83%   |
| SEGA-Mag (Objectif-SEGA) | 7 november 2011  | 80%   |
| Pixel-Heroes.de          | februari 2007    | 80%   |
| Sega-16.com              | 12 maart 2007    | 80%   |
| Retrogaming History      | 13 januari 2010  | 75%   |
| All Game Guide           | 2007             | 70%   |
| Entertainment Weekly     | 28 februari 1992 | 16%   |